# 1-es busz (Kőszeg)
A kőszegi 1-es jelzésű autóbusz az Autóbusz-állomás és a Vasútállomás megállóhelyek között közlekedett 2013. április 1-ig. A vonalon Ikarus 263 és MAN SL 283 típusú szólóbuszok jártak. A vonalat a Vasi Volán Zrt. üzemeltette. Kőszegen jelenleg nincs helyi tömegközlekedés miután a szerződés lejárt, és a város nem hosszabbította meg.

## Közlekedése
Csak ebben az egy irányban jártak a buszok. Munkanapokon csak a csúcsidőben közlekedtek, 3 alkalommal. Munkaszüneti napokon pedig kora este 2 alkalommal.

## Útvonala
Autóbusz-állomás - Liszt Ferenc utca - Munkácsy Mihály utca - Rákóczi Ferenc utca - Rómer Flóris utca - Velemi út - Rohonci utca - Rákóczi Ferenc utca - Szombathelyi út - Vasútállomás

## Megállói
| Megállóhely neve     | Menetidő |
| -------------------- | -------- |
| Autóbusz-állomás     | 0        |
| Kiss János lakótelep | 2        |
| Vasútállomás         | 5        |

## Menetrend
| Óra | Munkanapokon | Munkaszüneti napokon |
| --- | ------------ | -------------------- |
| 5   | 20           | -                    |
| 7   | 20           | 23                   |
| 13  | 25           | 10                   |
| 17  | 23           | 20                   |
| 18  | 12           | 20                   |

## 2013 előtt
1-es busz (Kőszeg, megszűnt)